# 源氏物語玉の小櫛
『源氏物語玉の小櫛』（げんじものがたりたまのおぐし）とは、江戸時代中・後期の国学者である本居宣長による『源氏物語』の注釈書である。「もののあはれ」を提唱したことで知られる。全9巻。宣長が67歳である1796年（寛政8年）成稿、1799年（寛政11年）の刊行。

## 概要
本書は、京都遊学を終え、出身地である松坂に戻った翌年の宣長29歳に始まった、その後約40年にわたる生涯で3回半に及ぶ、同人が門人に対して行った『源氏物語』の講義の内容を書物に仕立てたものであり、総論部分の第一巻及び第二巻は1763年（宝暦13年）の成立の自著である『紫文要領』上下二巻の改訂版、第三巻は紫文要領と同じ頃の成立と見られる『源氏物語年紀考』の改訂版と言うことが出来るもので、本書は全体として本居宣長の長年にわたる『源氏物語』研究の集大成というべきものである。本書の書名は、巻首にある「そのかみのこゝろたづねてみだれたるすぢときわくる玉のをぐしぞ」という宣長の歌によると考えられる。当初は紫文要領の一写本に見られる「源氏物語玉の小琴」という名称が予定されていたとされる。藤井高尚の序文によると、既に宝暦13年（1763年）、『紫文要領』で源氏論を展開した宣長は、かねてからそれに補筆して本書を執筆しようと企図していたが、『古事記伝』の執筆などで多忙のために断念していた。それが、宣長の講義を受けた石見国浜田藩主松平康定の強い依頼をきっかけとして執筆したとされる。本書により、『源氏物語』が、それまでの中世的な伝承に支配された好色の戒め説や、仏典との関わりから解き放たれ、純粋な物語として読むことが出来るようになった意義は非常に大きい。近代以降の源氏学の基礎を築いたと言える書であり、これ以後の『源氏物語』研究を「新注」と言い、それ以前（古注または旧注）と分ける。

## 内容
自身の和歌における文学観を応用して同物語の本質としてそれまでの源氏学で主流であった勧善懲悪説や好色の戒めといった仏教的・儒教的教戒観を否定し、物語自体から導き出した「もののあはれ」論を力説して、全巻にわたって語句を注釈している。
各巻の内訳
- 第1巻 総論1
- 第2巻 総論2 「もののあはれ」とは何かを説く。
- 第3巻 年立論
- 第4巻 本文の校勘 『湖月抄』を元に河内本等の異文との比較を行っている。
- 第5巻 各巻の注釈1
- 第6巻 各巻の注釈2
- 第7巻 各巻の注釈3
- 第8巻 各巻の注釈4
- 第9巻 各巻の注釈5

### 総論部分
第一巻および第二巻は総論部分であり、宣長が賀茂真淵に入門する以前34歳のときに短期間でまとめ上げて書いた最初の『源氏物語』評論である『紫文要領』（上下2巻）を補訂した内容である。この中で宣長は、物語とは何か、作者について、制作の由来、物語の名前などについて、前代までの諸説を紹介し、その上で彼自身の考えを記している。中でも「大むね」「なほおほむね」には紙面を費やし、『源氏物語』中の「物語」という語の用例を求め、また蛍巻で光源氏と玉鬘の間で交わされた「物語論」を分析し、物語中における「よきあしき」が仏教や儒教でいう善悪とは異なることを論証した。「此物語は、よの中の物のあはれのかぎりを、書あつめて、よむ人を、深く感ぜしめむと作れる物」と結論づけた上で、「物のあはれ」に関して詳しく説明を加えた。『源氏物語』の主題を勧善懲悪や好色の戒めとしてきた熊沢蕃山『源氏外伝』や安藤為章『紫家七論』等の立場を否定し、人間の純粋な感動としての「物のあはれ」を本質と説いたこの宣長独自の物語論は、『源氏物語』を中世以来の道徳的文学観から解放した画期的な文学論として高く評価されており、この『源氏物語玉の小櫛』を、『源氏物語』研究の流れの、ひとつの節目と捉える研究者もいる。なお、「物のあはれ」説は、本書以前に1763年（宝暦13年）に完成した『紫文要領』及び第2の歌論書である『石上私淑言』で既に詳述されているものであるが、それらと比較したとき、広く公刊された本書『源氏物語玉の小櫛』の記述はむしろ抑制されたものになっているとされることもある。
※（）内は対応する『紫文要領』の節名
- 第一巻
  - すべての物語書のこと
  - 此源氏の物語の作り主（作者の事）
  - 紫式部の事（作者系譜の事、紫式部と称する事）
  - 作れるゆえよし（述作由来の事）
  - 作れる時世（述作時代の事）
  - 此物語の名の事（題号の事）
  - 准拠（準拠の事）
  - くさぐさの事（雑々の事）
  - 注釈（注釈の事）
  - 引歌というものの事
  - 湖月抄のこと
  - おおむね（大意の事）
- 第二巻
  - なほおおむね
  - くさぐさのこころばへ（歌人此の物語を見る心ばえの事）

宣長は、この総論部分において「物語」の正しい理解が、『源氏物語』の正しい理解につながると考え、特に「蛍巻」に書かれた光源氏と玉鬘2人の「物語」論を精密に分析している。その結果、「此段のこゝろ明らかならざれば、源氏物語一部のむね、あきらかならず」としており、この『源氏物語』の根底にあるのは何か。宣長は「物のあはれ」だという。「此物語は、よの中の物のあはれのかぎりを、書きあつめて、よむ人を感ぜしめむと作れる物」であり、そこに儒仏の倫理観を持ち込んでも意味がないことを主張する。

### 年立
第三巻は、『源氏物語』の年立の考察に当てている。本居宣長がかつて著した『源氏物語年紀考』の改訂版と言うことが出来るものであり、その『源氏物語年紀考』は、『湖月抄』第一冊に付載されている一条兼良作「源氏物語諸巻年立」の部分に自説を書き込む作業を通じて成立したものである。『源氏物語年紀考』が箇条書き部分と表形式の部分からなっているのと比べ、本巻は全面的に書き換えられて全体が表形式になっており、以下のような部分から構成されている。
- 改め正したる年立の図
- 巻々のとし立
- 匂宮巻より下花鳥の年立いたくみだれ誤れる事
- 人々の年立

### 本文の校勘
第四巻は、本文の校勘に当てている。当時の流布本である『湖月抄』を元に、いくつかの写本に見られる異文との比較を行っている。

### 各巻の注釈
第五巻からは、各巻ごとの注釈に当てている。注釈の態度は、一語一句についてその語感や文脈を精確に読解しようとするものである。ここでの内容は手沢本『湖月抄』各巻に記入された各種の書入を成立の基盤としており、書き込まれた内容には特に契沖の『源注拾遺』を重視したものが多い。

## 本文
宣長の代表作の一つとして、抄出も含め数多くの印刷本が刊行されている。
- 本居豊穎校訂『本居全集 第5』片野東四郎、1902年（明治35年）。
- 本居豊穎校訂『本居宣長全集7 増補版 源氏物語玉の小櫛（抄）』吉川弘文館、1937年（昭和12年）。
- 三枝博音清水幾太郎編集『日本哲学思想全書 第13巻 文学論一般篇』平凡社、1956年（昭和31年）。
- 中村幸彦校注『日本古典文学大系 94 近世文学論集』岩波書店、1966年（昭和41年）12月。（抄録）
- 『本居宣長全集 第四巻』筑摩書房、1969年（昭和44年）10月。ISBN 4-480-74004-X
- 吉川幸次郎編集『日本の思想 15 本居宣長集』筑摩書房、1969年（昭和44年）。
- 『日本の古典 ４ 源氏物語 下』河出書房新社、1969年(昭和44年)。抄録。秋山虔訳
- 石川淳責任編集『日本の名著 21 本居宣長』中央公論社、1978年（昭和53年）。（抄録。第一巻、第二巻よりほぼ全体を収録。西郷信綱訳）
- 批評集成・源氏物語 第2巻 近世後期篇 秋山虔監修 ゆまに書房 1999年（平成11年）5月。原文および解題(秋山虔)。ISBN 4-89714-632-1
- 山口志義夫訳『現代語訳 本居宣長選集（四） 源氏物語玉の小櫛 - 物のあわれ論』多摩通信社、2013年（平成25年）5月（第一巻、第二巻の訳）。ISBN 978-4-9903617-4-7

### 関連文献
- 重松信弘「本居宣長の研究」『新攷源氏物語研究史』風間書房、1961年（昭和36年）3月、pp.336-352。
- 田中康二「『源氏物語玉の小櫛』受容史」『日本文藝研究』第66巻1号、2014年（平成26年）10月、pp.1-38。後に『本居宣長の国文学』（ぺりかん社、2015年（平成27年）12月。ISBN 9784831514257）再録。